# スティーブ・グレゴリー (アメリカンフットボール)
スティーブ・グレゴリー（Steve Gregory 1983年1月8日 - ）はニューヨークブルックリン区出身の元アメリカンフットボール選手・コーチ。現在はデトロイト・ライオンズのディフェンシブアシスタントコーチを担当している。現役時代のポジションはフリーセイフティ。

## 経歴
ニューヨークのスタテンアイランドで育った彼はニューヨーク・ジェッツのファンであった。
シラキュース大学を卒業した後、2006年にドラフト外フリーエージェントでサンディエゴ・チャージャーズと契約を結んだ。
2010年はドラッグポリシー違反でNFLより4試合の出場停止処分を受けた。
2011年は13試合に先発出場した。
チャージャーズでは2011年まで先発31試合を含む85試合に出場し、241タックル、4インターセプト、2サックをあげた。
2012年3月15日、ニューイングランド・ペイトリオッツと契約を結んだ。シーズン序盤には戦線を離脱していたが、感謝祭の日に行われたニューヨーク・ジェッツとのサンクスギビングゲームで1インターセプト、2ファンブルリカバー、5タックルの活躍を見せて勝利に貢献した。試合終了後、彼はNBCよりトム・ブレイディ、ヴィンス・フィルフォークとともに表彰された。
2013年、第9週に親指を負傷、その年のドラフト3巡。デュロン・ハーモンにポジションを奪われた。
契約を1年残していたが、2014年2月28日、ペイトリオッツから解雇された。同年7月31日、カンザスシティ・チーフスと契約したが、同年8月9日に現役引退を表明した。
2015年6月4日、母校であるシラキュース大学のスペシャルチームクオリティコントロールコーチに就任した。
2018年よりデトロイト・ライオンズのディフェンシブアシスタントコーチに就任した。